# Фанта Артем Валерійович
Арте́м Вале́рійович Фа́нта (1989—2022) — український військовослужбовець, учасник російсько-української війни, кавалер ордена «За мужність» III ступеня.

## Життєпис
Народився 16 січня 1989 року в селі Козацьке Конотопського району Сумської області. Закінчив 9 класів Козацької школи. В 2007 році призваний до лав Збройних Сил України на строкову службу, проходив у Навчальному центрі в селищі Десна на Чернігівщині. Після закінчення служби у 2011 році продовжив навчання в Кролевецькому ВПУ, по закінченні якого 2014-го здобув професію муляра-штукатура і лицювальника-плиточника. 2019 року вступив до Глухівського агротехнічного фахового коледжу Сумського національного аграрного університету на факультет «Будівництво та цивільна інженерія». Здобув професійну кваліфікацію техніка-будівельника. Жив і працював у місті Київ, створив приватну фірму.
24 лютого 2022 року долучився до лав сил оборони України.
Загинув 7 листопада 2022 року в Донецькій області.
Без сина лишилась мама Інна Володимирівна.

## Нагороди та вшанування
- Орден «За мужність» III ступеня[3].
- В селі Бочечки встановлено анотаційну дошку пам'яті[4].